# پلیس ۲۰۲۰
«پلیس ۲۰۲۰» (انگلیسی: Police 2020) یک فیلم تلویزیونی بریتانیایی است که در سال ۱۹۹۷ منتشر شد. نقش اصلی این فیلم را لیام کانینگهام بازی می‌کند.